# آنجلو سکیاویو
آنجلو سکیاویو (به ایتالیایی: Angelo Schiavio) بازیکن فوتبال و اهل ایتالیا است 

## تیم ملی
از سال ۱۹۲۵ میلادی عضو تیم ملی فوتبال ایتالیا بوده و در ۲۱ بازی ملی حضور داشته‌است. او در بازی‌های ملی‌اش ۱۵ گل به ثمر رساند.
آنجلو سکیاویو آخرین بازی ملی خود را در سال ۱۹۳۴ میلادی انجام داد.